# ژاکلین ۱۰۱۷

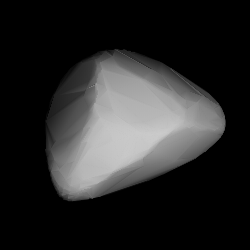
مدل سه‌بُعدی سیارک ژاکلین ۱۰۱۷ بر طبق منحنی نور آن

سیارک ۱۰۱۷ (به انگلیسی: 1017 Jacqueline، نامگذاری: 1924QL) هزار و هفدهمین سیارک کشف‌شده‌است که در ۴ فوریهٔ ۱۹۲۴ و در الجزیره کشف شد.
قدر مطلق سیارک برابر ۱۰٫۹۰ است.